# Athemus yonaensis
Athemus yonaensis es una especie de coleóptero de la familia Cantharidae.

## Distribución geográfica
Habita en Japón.